# James Debbah
James Debbah (Monrovia, 14 dicembre 1969) è un allenatore di calcio ed ex calciatore liberiano, di ruolo attaccante.

## Caratteristiche tecniche
Era una punta centrale.

## Carriera

### Giocatore

#### Club
Ha cominciato a giocare in patria, nel Mighty Barrolle. Nel 1989, dopo aver militato nell'Union Douala, si è trasferito in Francia, allo Stade Vallauris. Nella stagione 1990-1991 ha giocato nell'Olympique Alès. Nel 1991 è stato acquistato dal Monaco. Nella stessa stagione ha giocato anche per il Monaco 2. Nel 1992 è passato all'Olympique Lione. Nel 1995 ha firmato un contratto con il Nizza. Nel 1997 si è trasferito in Belgio, all'Anderlecht. Nel 1998 è tornato in Francia, al Paris Saint-Germain. Nella stagione 1998-1999 ha giocato in Turchia, all'Ankaragücü. Nel 1999 viene acquistato dall'Īraklīs, club greco. Nel 2001 è passato all'Al-Jazira, club degli Emirati Arabi Uniti. Nel 2003 si è trasferito in Bahrein, all'Al-Riffa. Nel 2004 ha firmato un contratto con l'Al-Muharraq. Nel 2005 si è trasferito in Qatar, all'Al-Arabi. Nel 2008 è stato ingaggiato dal PKT Bontang, club indonesiano. Ha concluso la propria carriera da calciatore nel 2010, dopo aver giocato per una stagione al Persiram.

#### Nazionale
Ha debuttato in Nazionale nel 1988. Ha partecipato, con la maglia della Nazionale, alla Coppa d'Africa 1996 e alla Coppa d'Africa 2002.

### Allenatore
Nel 2013 è diventato commissario tecnico della Nazionale liberiana. Ha mantenuto l'incarico fino al 17 luglio 2018.

## Palmarès

### Giocatore

#### Club

##### Competizioni nazionali
- Campionato liberiano di calcio: 2

Mighty Barrolle: 1986, 1988
- Coppa della Liberia: 2

Mighty Barrolle: 1985, 1986
- Coppa di Francia: 2

Nizza: 1996-1997
Paris SG: 1997-1998
- Bahraini King's Cup: 1

Al Muharraq: 2004-2005